# ربات تریلوبیت
ربات تریلوبیت (به انگلیسی: Electrolux Trilobite) جاروبرقی روباتیک ساخته شده توسط شرکت سوئدی الکترولوکس. که نام خود را از بندپایای منقرض شده
(تریلوبیت) گرفته‌است، که در کف اقیانوس به دنبال غذا می‌گشت و به نوعی پاکسازی می‌کرد. این ربات نخستین بار در برنامه تلویزیونی بی‌بی‌سی، به نام «دنیای فردا»، در ماه مه ۱۹۹۶ رونمایی شد، زمانی که توسط مجری «فیلیپا فورستر» (که در واقع با اعلامیه مطبوعاتی در انگلیس در ۱ دسامبر ۱۹۹۷ اعلام شد) نمایش داده شد. این نخستین جاروبرقی هوش مصنوعی تجاری موجود در جهان بود که به عنوان محصولی در سال ۲۰۰۱، مدل Za۱ معرفی شد. نسخه بهبود یافته شده به عنوان نسخه ۲٫۰ در سال ۲۰۰۴، تحت عنوان مدل ZA۲ منتشر شد.

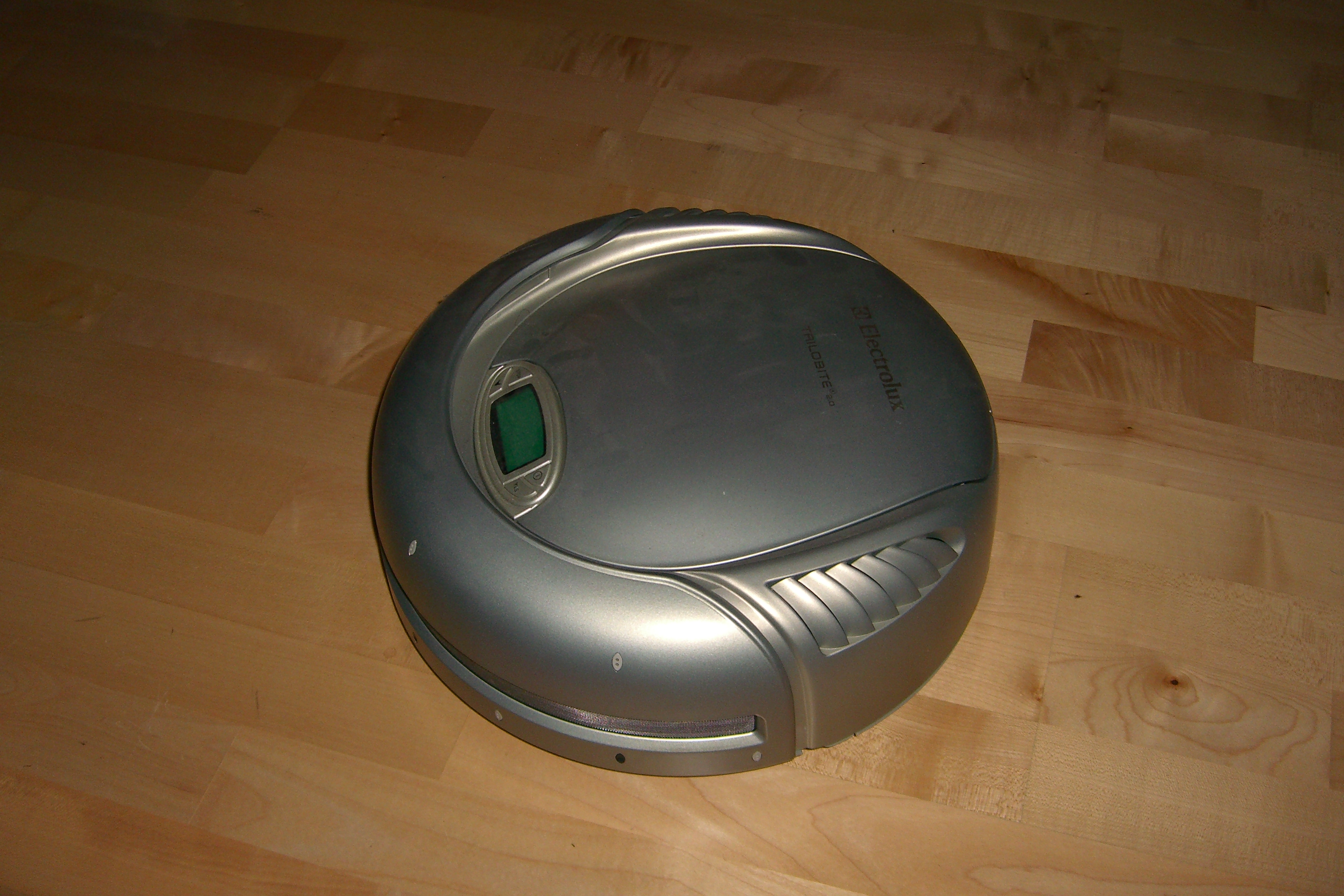
یک تریلوبیت نقره ای مدل ۲٫۰

## کارکرد و اندازه
به نظر می‌رسد کل دستگاه بسیار شباهت کمی به جارو برقی کلاسیک دارد. این دستگاه طراحی شده بود تا به عنوان یک دستاورد طراحی قرن شناخته شود. این دستگاه دارای یک شکل گرد است، با قطر ۳۵ سانتی‌متر و ارتفاع ۱۳ سانتی‌متر است. در مکانهایی که با جاروبرقی معمولی نمی‌توان کارکرد، مثلاً در زیر تخت، کاناپه و غیره، راحت جا می‌گیرد وزن آن ۵ کیلوگرم است، بنابراین وسیله ای کاملاً جمع و جور است. زمان جاروبرقی توسط کاربر تعیین می‌شود، اما کاربر می‌تواند در هر زمان دستگاه را مطابق خواسته خود مجبور کند. برای اینکه جارو برقی بتواند در اتاق جهت‌یابی کند و اتاق را نقشه‌برداری کند، به سنسور نیاز دارد. این‌ها فرستنده‌ها و گیرنده‌های اولتراسونیک هستند که در اطراف محیط دستگاه قرار دارند. آنها صدایی با فرکانس حداکثر ۶۰٬۰۰۰ هرتز منتشر می‌کنند که گوش انسان نمی‌تواند آن را بشنود. آنها فاصله تک تک اشیا را با توجه به زمانی که بین ارسال سیگنال و دریافت بازتاب آن می‌گذرد، تخمین می‌زنند. البته ممکن است اتفاق بیفتد اگر چیزی در اتاق نقشه‌برداری حرکت کند، به عنوان مثال اگر شخصی در آن باشد، ممکن است جاروبرقی مانع شود. برای جلوگیری از برخورد، ربات به‌طور مداوم از محیط اطراف خود نقشه‌برداری می‌کند و قادر است موانع را تشخیص داده و به موقع از آنها جلوگیری کند. در صورت برخورد، دستگاه طوری طراحی شده‌است که پوشش آن انعطاف‌پذیر است و به مبلمان آسیب نمی‌رساند و به شخص آسیب نمی‌رساند. حداکثر سرعت حرکت آن در اتاق تقریباً ۴۰ سانتی‌متر در ثانیه است.
برای جلوگیری از حرکت دستگاه از اتاق به اتاق یا پایین آمدن از پله‌ها، نوارهای مغناطیسی با آن عرضه می‌شوند که بدون سر و صدا در زیر فرش گیر می‌کنند و بنابراین دامنه آن را مشخص می‌کنند. جارو برقی به راحتی روی این نوارها متوقف می‌شود و بیشتر از این نمی‌رود. نوار را می‌توان تا ۱۵ میلی‌متر زیر سطح قرار داد. یک دیوار را برای یک ربات شبیه‌سازی می‌کند. اگر با آن روبرو شود، یادداشت می‌کند که در این مرحله دیواری وجود دارد و سعی نمی‌کند که جلو برود.